# 栗原功平
栗原 功平（くりはら こうへい、1982年8月9日 - ）は、日本の俳優・司会者。スーパー・エキセントリック・シアター所属。群馬県出身。ダンスユニットKitty-Guysのメンバー。

## 人物
趣味は、旅行（ツーリング）・服のリメイクなど。特技はロックダンス。
資格は普通自動車免許、中型自動二輪。

## 出演

### テレビドラマ
- ホーリーランド
- 世界の中心で、愛をさけぶ
- ハッピークラッピー
- Xenos
- 仮面ライダーディケイド - 古屋隆広 役
- 祝女〜shukujo〜 シーズン2
- ドラマ・池上線（2015年、ケーブルテレビ品川） - 翔 役
- 大河ドラマ 青天を衝け（2021年、NHK） - 民権運動家 役
- ハヤブサ消防団（2023年） - 栗山昇 役
- 相棒22（2024年）-信者役

### テレビアニメ
- 超訳百人一首 うた恋い。 - 藤原基経 役

### 舞台
- 一夜千夜物語
- ちぎれた雲はどこへ行く
- ROCK MUSICAL BLEACH "The Dark of The Bleeding Moon" - 隊員・志波海燕 役
- ROCK MUSICAL BLEACH the LIVE 卍解SHOW code001
- ROCK MUSICAL BLEACH "No Clouds in the Blue Heavens"
- ROCK MUSICAL BLEACH THE ALL
- ROCK MUSICAL BLEACH THE LIVE 卍解SHOW CODE:002
- 忍者イリュージョン NARUTO -ナルト-
- 熱海五郎一座「静かなるドンチャン騒ぎ」
- 熱海五郎一座「狼少女伝説TOH!!」
- 鋼鉄三国志歌劇舞台 〜深紅の魂よみがえりしとき〜 - 凌統公積 役
- S×Sプロデュースvol.5「SHUFFLE」（2010年8月、シアターサンモール）
- 言いたいことも言えない、小さな夢も見れない、汚い嘘や言葉で操られたくない、真っ直ぐに向き合う現実に誇りを持ちたいだけだから（2014年6月4日 - 8日、シアターサンモール）
- 舞台「大正浪漫探偵譚~君影草の設計書~」(2016年7月6日-7月10日、東京芸術劇場 シアターウエスト)
- 舞台「大正浪漫探偵譚-六つのマリア像-」(2018年4月18日-4月22日 シアター1010)
- 舞台「大正浪漫探偵譚-万華鏡への招待状」(2019年9月11日-9月16日 あうるすぽっと)
- 「日本の劇団『第十七捕虜収容所』」（2024年4月25日-4月29日 シアターブラッツ）
- 舞台「刀剣乱舞」心伝 つけたり奇譚の走馬灯（2024年6月8日 - 7月21日、THEATER MILANO-Za 他） - 山南敬助 役[3]
- 日本の劇団「十二人の怒れる男」（2024年12月11日 - 15日、下北沢駅前劇場）[4]
- 朗読劇「夢の値段」（2025年4月24日 - 29日、シアター・アルファ東京）[5]

### 映画
- 犬の映画

### CM
- KIRIN 「のどごし生」
- KIRIN 「2006年応援編」CF
- 富士アウトソーシング
- マルハン（東北地方限定）

### デジタルコミック
- 家庭教師ヒットマンREBORN!（2010年、VOMIC） - 水野薫 役